# Championnat d'Asie masculin de basket-ball 1999
Navigation
Arabie saoudite 1997 Chine 2001
Le championnat d'Asie de basket-ball 1999 est la vingtième édition du championnat d'Asie des nations. Elle s'est déroulée du 28 août au 5 septembre 1999 à Fukuoka au Japon.

## Classement final
| Position | Équipe              | Bilan |
| -------- | ------------------- | ----- |
| 1        | Chine               | 7v-0d |
| 2        | Corée du Sud        | 6v-2d |
| 3        | Arabie saoudite     | 5v-3d |
| 4        | Taïwan              | 5v-3d |
| 5        | Japon               | 5v-2d |
| 6        | Koweït              | 3v-4d |
| 7        | Liban               | 4v-3d |
| 8        | Syrie               | 1v-5d |
| 9        | Ouzbékistan         | 4v-2d |
| 10       | Émirats arabes unis | 4v-3d |
| 11       | Philippines         | 2v-4d |
| 12       | Bahreïn             | 2v-5d |
| 13       | Hong Kong           | 2v-5d |
| 14       | Thaïlande           | 1v-5d |
| 15       | Malaisie            | 0v-5d |